# Revolució Liberal
Una Revolució Liberal és un tipus de revolució duta a terme, majoritàriament per la classe social de la burgesia i que aspira a esdevenir la classe dirigent enfront d'altres grups socials que s'oposin al seu poder.
Les Revolucions liberals estan inspirades en la doctrina del liberalisme i pretenen canviar un tipus de societat reglamentada a través d'uns principis contraris al liberalisme, per imposar-ne d'altres favorables a la llibertat individual, la igualtat davant la llei, la propietat...
Les revolucions liberals sorgeixen a finals del segle xviii i el seu millor exponent és la Revolució Francesa. Això no obstant, existixen antecedents com la Revolució Americana o la Revolució Anglesa. Aquest tipus de revolucions s'han erigit històricament contra l'Antic Règim i els models de monarquies absolutes que escanyaven el progrés i el lliure enriquiment.